# Elecciones estatales de Renania-Palatinado de 1979
La elección del estado de Renania-Palatinado de 1979 (Alemania) se celebró el 18 de marzo. Los partidos de oposición, el SPD y el FDP lograron aumentar su votación, mientras que el primer ministro Bernhard Vogel y su partido, la CDU, perdieron votos masivamente, pero todavía fueron capaces de defender su mayoría absoluta.

## Resultados
| Partido | Partido         | Votos     | %     | Escaños | Escaños 1975 |
|         | CDU             | 1.094.480 | 50,10 | 51      | 55           |
|         | SPD             | 923.965   | 42,30 | 43      | 40           |
|         | FDP             | 139.248   | 6,37  | 6       | 5            |
|         | NPD-Grüne Liste | 14.915    | 0,68  |         |              |
|         | DKP             | 9.024     | 0,41  |         |              |
|         | KBW             | 2.278     | 0,10  |         |              |
|         | EAP             | 630       | 0,03  |         |              |
| Total   | Total           | 2.184.540 |       | 100     | 100          |